# Berlinkrisen 1961

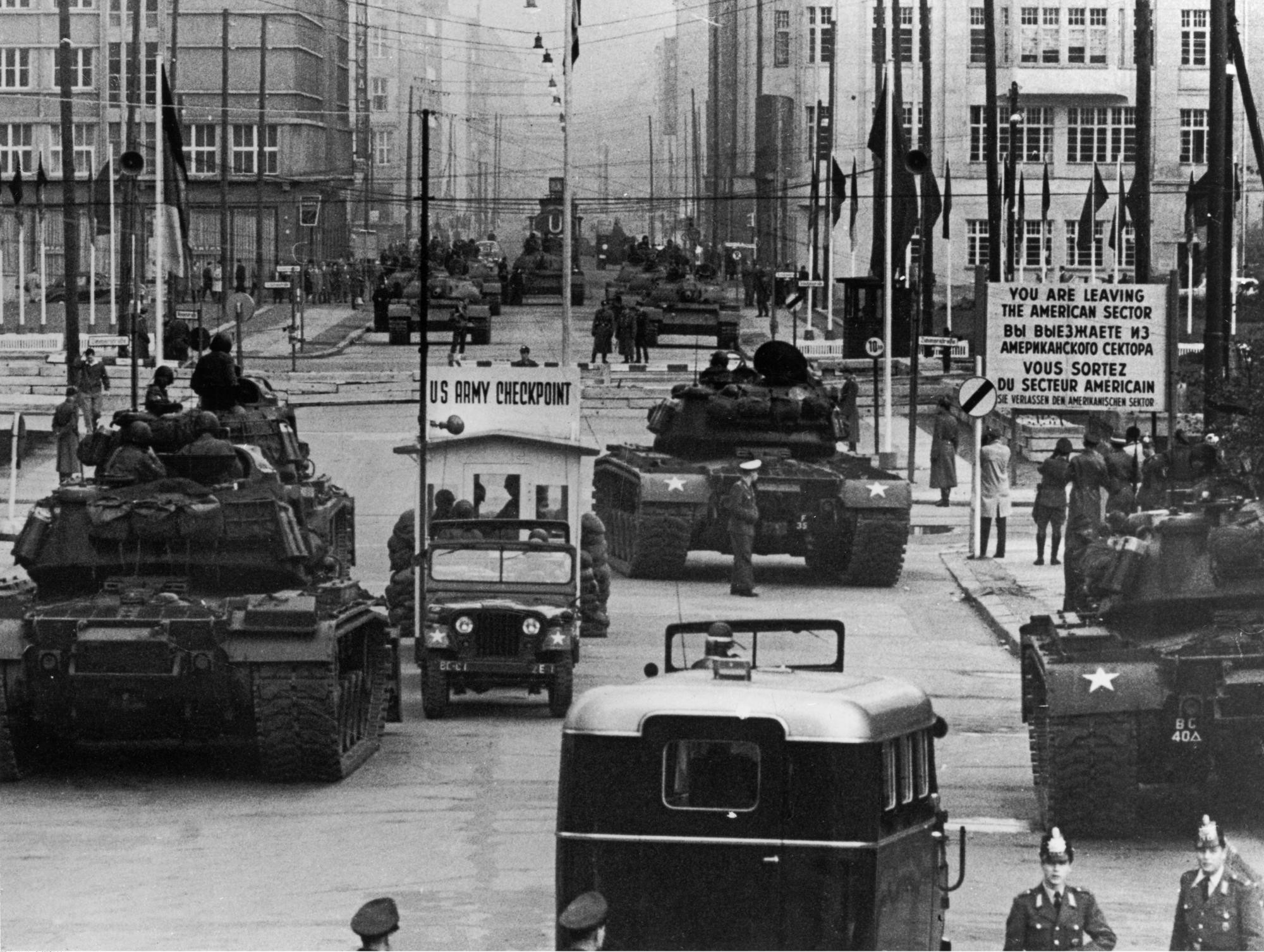
Sovjetiska och amerikanska stridsvagnar möts vid Checkpoint Charlie i oktober 1961.

Berlinkrisen 1961 var en politisk kris i Berlin år 1961, då Sovjetunionen ställde ett ultimatum för att västmakterna skulle lämna Västberlin. Krisen slutade med uppförandet av Berlinmuren den 13 augusti och Berlinkonfrontationen i oktober. Muren var ett omfattande byggnadsverk, på sina håll uppdelad i hela sju olika sektioner med olika slags hinder. Sammanlagt var den 16,5 mil lång.
Östtysklands regering hade haft problem med att många östtyskar, efter att den inomtyska gränsen hade stängts, reste till Västberlin, där de enligt den västtyska författningen togs emot som västtyska medborgare.